# The Professionals
The Professionals (br: Os Profissionais) é um filme americano de 1966 do gênero western dirigido, produzido e roteirizado por Richard Brooks. O filme é baseado na novela A Mule for the Marquesa de Frank O'Rourke. As locações foram no Vale da Morte e Vale do Fogo, em Nevada.

## Elenco principal
- Lee Marvin...Henry "Rico" Fardan
- Burt Lancaster...Bill Dolworth
- Robert Ryan...Hans Ehrengard
- Woody Strode...Jake Sharp
- Jack Palance...Jesus Raza
- Claudia Cardinale...Maria
- Maria Gomez...Chiquita
- Ralph Bellamy...J.W.Grant

## Sinopse
Em 1917, o rico texano J.W.Grant contrata um grupo de homens para entrar no México e trazer de volta a esposa Maria, que ele diz que foi raptada pelo líder revolucionário Jesus Raza. Os homens contratados são mercenários e especialistas em suas respectivas áreas: o líder do grupo, Fardan, é o perito em armas;Bill Dolworth, especialista em explosivos; Hans Ehrengards, cavalos; e Jake Sharp, cordas e arco-e-flecha. Fardan e Dolworth lutaram durante muitos anos na Revolução com Haza e o respeitavam. Não entendem porque ele faria algo como raptar a mulher de um fazendeiro. Mas aceitam o trabalho pelo dinheiro oferecido por Grant.
Agindo sempre de maneira altamente profissional, eles atravessam o inóspito deserto, escapando dos rebeldes, espiões e bandidos até que conseguem chegar ao esconderijo de Haza. Mas quando encontram a mulher, eles se surpreendem pois Maria resiste a ser resgatada.

## Indicações
- Oscar: melhor diretor e roteiro (Richard Brooks) e melhor fotografia (Conrad Hall).